# Dimanche des Reliques
Le Dimanche des Reliques ou « dimanche de Grégoire Palamas » est une célébration des Églises d'Orient — Églises orthodoxes et Églises catholiques de rite byzantin —, partie de la liturgie pascale ayant lieu cinq semaines avant le dimanche de Pâques (P - 35). C'est le deuxième dimanche du Grand Carême. Il suit le dimanche de l'Orthodoxie (P - 42) et précède le dimanche de la Croix (P - 28).

## Histoire
Le VIIe concile œcuménique se réunit en 787 pour le rétablissement de la vénération des icônes. Les pères de ce concile trouvèrent nécessaire de reconnaître également la vénération des reliques des martyrs. Il imposa même la nécessité à toute église d'avoir des reliques dans son autel. Le décret dit : « Notre Seigneur Jésus Christ nous a donné les reliques des saints comme une source porteuse de salut, répandant toutes sortes de bienfaits sur les infirmes. Ainsi, pour ceux qui osent rejeter les reliques d'un martyr : s'ils sont évêques, qu'ils soient déposés ; s'ils sont moines ou laïques, qu'ils soient excommuniés ». De même, pour régulariser l'ordre du placement des saintes reliques dans les autels, les pères du concile édictèrent  : « Si certains vénérables temples ont été consacrés sans saintes reliques de martyrs, nous décrétons : qu'y soit accomplie la mise en place de reliques avec la prière habituelle ». Et depuis ce temps, dans les églises orthodoxes, la liturgie n'est célébrée que s'il y a un antimension dans lequel sont cousues des reliques des saints martyrs.
Aux premiers temps de la liturgie orthodoxe de Pâques, le dimanche de la célébration des icônes (dimanche de l'Orthodoxie) était suivi d'un dimanche de célébration des reliques. Toutefois, en 1368 après sa glorification (canonisation), on ajouta pour ce dimanche la célébration de la mémoire de Grégoire Palamas, saint de l'Église orthodoxe, également célébré par l'Église romaine (fête de 14 novembre). Depuis, le culte des reliques est passé, pour la plupart des fidèles, au second rang derrière la célébration de ce saint. Ce dimanche est donc plus souvent appelé dimanche de Grégoire Palamas que dimanche des Reliques.

## Thème
Le thème de ce dimanche rappelle aux fidèles que le but de l'homme est de devenir Dieu, processus désigné dans la théologie orthodoxe comme theosis (divinisation). Selon la foi orthodoxe, Grégoire Palamas a témoigné que l’homme, par la prière et le jeûne, peut participer de la Lumière de la gloire divine dès sa vie terrestre. Au thème du premier dimanche de carême : la foi, ce second dimanche ajoute que le fidèle doit investir aussi des efforts personnels pour atteindre Dieu.

## Hymnographie
Tropaire (Ton 8)
Luminaire de l’Orthodoxie et docteur de l’Église dont tu fus le ferme appui, 

ornement des saints moines et rempart invincible des théologiens, saint Grégoire thaumaturge, 

gloire de Thessalonique, et de la grâce le héraut, 

intercède auprès de Dieu pour le salut de nos âmes !
Kondakion (Ton 8)
Comme l’instrument sacré de la sagesse, 

comme le brillant porte-voix de la science de Dieu, 

saint pontife Grégoire, nous te chantons ! 

Soumettant notre intelligence à celle du Créateur, 

conduis nos cœurs vers lui, pour que nous chantions : 

« Réjouis-toi, Prédicateur de la grâce ! »

## Les temps duGrand Carême
- Lundi pur, suivant le dimanche du Pardon, premier jour du Grand Carême ;
- Dimanche de l'Orthodoxie ou premier dimanche de carême ;
- Dimanche des Reliques ou dimanche de Grégoire Palamas ou deuxième dimanche de carême ;
- Dimanche de la Croix ou troisième dimanche de carême ;
- Dimanche de Jean Climaque ou quatrième dimanche de carême ;
- Samedi de l'Acathiste ;
- Dimanche de Marie l'Égyptienne ou cinquième dimanche de carême ;
- Vendredi veille de Lazare, dernier jour du Grand Carême ;
- Samedi de Lazare, fin du Grand Carême.